# Віа Кампана

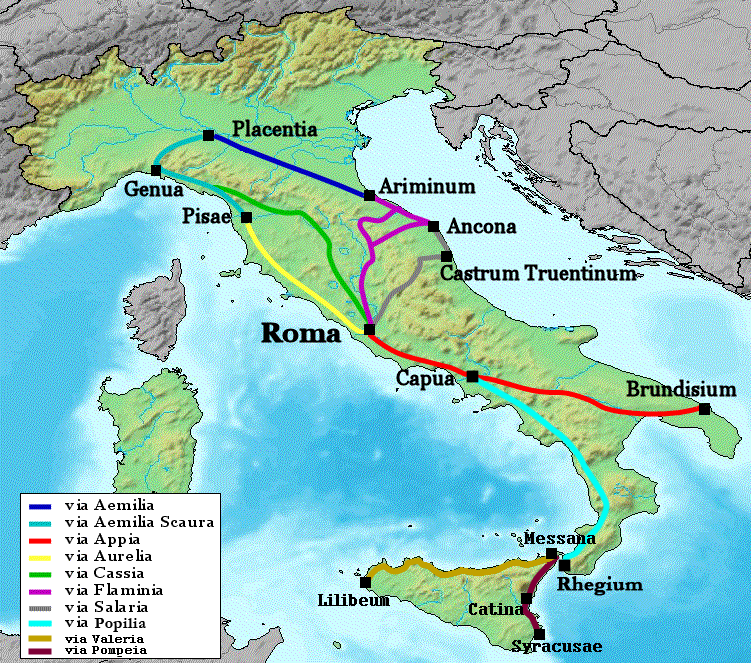
Римські дороги в Італії

Віа Кампана (італ. Via Antica Consolare Campana) — одна з головних доріг Римської імперії. Вона починається від Амфітеатру Флавія в Поццуолі і проходить через кілька давніх кратерів, перетинає Неаполь і з'єднується з Аппієвою дорогою в місті Джуліано.
За чотири кілометри від Поццуолі дорога перетинає кратери Куарто Флегрео (італ. Quarto Flegreo), що дали назву сусідньому місту Куарто і проходить через Монтанья Спакката (італ. Montagna Spaccata) — проріз в стіні кратера, зроблений римлянами.
Прохід в Монтанья Спакката прекрасно зберігся і використовуються як головна дорога при в'їзді в місто. Цеглу, покладену римлянами для запобігання обвалу стін кратера, ще й зараз можна побачити в чудовому стані вздовж дороги. Обабіч дороги можна побачити римські катакомби і поховання давніх римлян.